# تپه افشار
تپه افشار مربوط به عصر مس و سنگ - عصر مفرغ - عصر آهن - دوره سلجوقیان است و در شهرستان کرمانشاه، بخش مرکزی، دهستان میان دربند، ۲۰۰ متری شمال شرق روستای تپه‌افشار واقع شده و این اثر در تاریخ ۲۵ آبان ۱۳۸۷ با شمارهٔ ثبت ۲۳۸۵۹ به‌عنوان یکی از آثار ملی ایران به ثبت رسیده است.